# Piotr Malarczyk
Piotr Malarczyk (ur. 1 sierpnia 1991 w Kielcach) – polski piłkarz grający na pozycji obrońcy.

## Kariera klubowa
Piotr Malarczyk w przeszłości trenował biegi na krótkich dystansach i skok w dal. Do treningów piłkarskich namówił go ojciec, który niegdyś również grał w piłkę nożną.
W sezonie 2007/2008 Malarczyk występował w trzeciej drużynie Korony. Latem 2008 roku wraz z kolegami z zespołu został mistrzem Polski juniorów. Następnie został włączony do drugiego składu kielczan. W jego barwach zadebiutował 31 października 2008 roku w spotkaniu III ligi z LKS Nieciecza. Korona pokonała rywali 1:0, jednak w wyniku gry nieuprawnionych zawodników (Piotr Gawęcki oraz Tomasz Nowak) wynik został zweryfikowany jako walkower dla drużyny przeciwnej. Od tamtego momentu Malarczyk był podstawowym zawodnikiem, nie bał się brać udziału w akcjach ofensywnych, stwarzał zagrożenie przy stałych fragmentach gry, robił systematyczne postępy. Łącznie w sezonie 2008/2009 wystąpił w 14 meczach w których zdobył dwa gole. Wraz z drużyną wygrał rozgrywki III ligi małopolsko-świętokrzyskiej.
Przed sezonem 2009/10 Malarczyk został włączony do pierwszego składu Korony. 25 sierpnia zadebiutował w jej barwach, kiedy to przez 72. minuty wystąpił w wygranym 1:0 wyjazdowym spotkaniu pucharu Polski z Ruchem Radzionków. W wyniku kontuzji Jacka Markiewicza, 30 października Malarczyk po raz pierwszy wystąpił w Ekstraklasie w spotkaniu z krakowską Wisłą. Już na początku dwukrotnie znalazł się w sytuacjach bramkowych, po których mógł pokonać bramkarza gości, Ilie Cebanu. Jego uderzenie głową najpierw minęło bramkę Wisły, a niedługo później trafiło w poprzeczkę. Młody piłkarz w 77. minucie został ukarany drugą żółtą kartką, a w konsekwencji czerwoną. Korona, która mecz kończyła w dziewiątkę (czerwoną kartką został ukarany już na początku spotkania Nikola Mijailović) uległa ostatecznie zespołowi Białej Gwiazdy 2:3. Pomimo przedwczesnego opuszczenia murawy, występ Malarczyka został odebrany bardzo dobrze – obok Jacka Kiełba był najlepszym zawodnikiem na boisku.
Do końca rundy jesiennej Malarczyk wystąpił jeszcze w pięciu innych meczach. Pomimo braku doświadczenia radził sobie w nich dobrze. W swoich poczynaniach wykazywał duży spokój i opanowanie. 10 grudnia przedłużył kontrakt z Koroną o pięć lat, lecz wiosną nie zagrał w żadnym pojedynku Ekstraklasy, regularnie występował za to w spotkaniach Młodej Ekstraklasy. Kolejne mecze w Koronie zaliczył jesienią sezonu 2010/2011, kiedy kontuzji doznał Hernâni – wystąpił m.in. w spotkaniu przeciwko Lechii Gdańsk, w którym zaprezentował się z dobrej strony.

## Kariera reprezentacyjna
9 listopada 2009 roku Malarczyk został dodatkowo powołany do reprezentacji Polski U-19 na zgrupowanie odbywające się w Ciechanowie. W jego ramach młodzi piłkarze wyjechali na towarzyski turniej rozgrywany we Francji. W pierwszym meczu z gospodarzami imprezy (0:1), Malarczyk wyszedł w podstawowym składzie polskiej młodzieżówki i tym samym zadebiutował w barwach narodowych. 13 listopada w spotkaniu ze Szwajcarią (1:1) po raz drugi wystąpił w reprezentacji U-19. Dwa dni później zagrał w pojedynku przeciwko Grecji (0:1).
W grudniu 2009 roku Malarczyk został powołany na konsultację szkoleniową, a w styczniu na towarzyski turniej La Manga 2010. Trener Korony Marcin Sasal zadecydował jednak, że piłkarz nie weźmie w nim udziału, gdyż będzie musiał przygotowywać się wraz z drużyną klubową do rundy wiosennej. W lutym 2010 zawodnik został desygnowany przez Andrzeja Zamilskiego do reprezentacji U-21 na mecz z Holandią, w którym nie wystąpił. W marcu dostał kolejne powołanie do kadry U-19, tym razem na dwumecz z Irlandią. Wystąpił tylko w pierwszym spotkaniu, rozegranym 6 kwietnia w Dublinie.
W kwietniu 2010 roku Malarczyk został desygnowany do kadry U-19 na pojedynki eliminacji mistrzostw Europy. W ramach kwalifikacji wystąpił w wygranym 1:0 spotkaniu ze Słowacją. 9 czerwca zadebiutował w reprezentacji U-21 w przegranym 0:1 meczu z Luksemburgiem, grając w nim przez pełne 90 minut. W sierpniu Stefan Majewski powołał Malarczyka na towarzyskie mecze kadry U-20. Piłkarz wystąpił w spotkaniach z Uzbekistanem (1:1) i Włochami (1:0). W październiku zagrał z kolei w pojedynku przeciwko reprezentacji Niemiec.
Kolejny mecz w reprezentacji U-20 rozegrał 17 listopada 2010 roku, występując przez pełne 90 minut w wygranym 3:2 pojedynku ze Szwajcarią. W 2011 zagrał w spotkaniach z Niemcami (1:1) i ponownie Szwajcarią (0:3).

## Statystyki
Stan na 6 luty 2023:
| Klub               | Sezon              | Liga               | Liga  | Liga   | Puchary krajowe | Puchary krajowe | Inne  | Inne   | Łącznie | Łącznie |
| Klub               | Sezon              | Liga               | Mecze | Bramki | Mecze           | Bramki          | Mecze | Bramki | Mecze   | Bramki  |
| ------------------ | ------------------ | ------------------ | ----- | ------ | --------------- | --------------- | ----- | ------ | ------- | ------- |
| Korona Kielce      | 2009/10            | Ekstraklasa        | 6     | 0      | 2               | 0               | 0     | 0      | 8       | 0       |
| Korona Kielce      | 2010/11            | Ekstraklasa        | 11    | 0      | 1               | 0               | 0     | 0      | 12      | 0       |
| Korona Kielce      | 2011/12            | Ekstraklasa        | 16    | 1      | 1               | 0               | 0     | 0      | 17      | 1       |
| Korona Kielce      | 2012/13            | Ekstraklasa        | 25    | 2      | 2               | 0               | 0     | 0      | 27      | 2       |
| Korona Kielce      | 2013/14            | Ekstraklasa        | 27    | 3      | 1               | 0               | 0     | 0      | 28      | 3       |
| Korona Kielce      | 2014/15            | Ekstraklasa        | 35    | 2      | 0               | 0               | 0     | 0      | 35      | 2       |
| Korona Kielce      | 2015/16 (j)        | Ekstraklasa        | 5     | 0      | 0               | 0               | 0     | 0      | 5       | 0       |
| Korona Kielce      | Ogólnie            | Ogólnie            | 125   | 8      | 7               | 0               | 0     | 0      | 132     | 8       |
| Ipswich Town       | 2015/16            | Championship       | 3     | 0      | 3               | 0               | 0     | 0      | 6       | 0       |
| Ipswich Town       | Ogólnie            | Ogólnie            | 3     | 0      | 3               | 0               | 0     | 0      | 6       | 0       |
| Southend United    | 2015/2016 (w)      | League One         | 2     | 0      | 0               | 0               | 0     | 0      | 2       | 0       |
| Southend United    | Ogólnie            | Ogólnie            | 2     | 0      | 0               | 0               | 0     | 0      | 2       | 0       |
| Cracovia           | 2016/17            | Ekstraklasa        | 20    | 0      | 0               | 0               | 0     | 0      | 20      | 0       |
| Cracovia           | 2017/18 (j)        | Ekstraklasa        | 16    | 1      | 0               | 0               | 0     | 0      | 16      | 1       |
| Cracovia           | Ogólnie            | Ogólnie            | 36    | 1      | 0               | 0               | 0     | 0      | 36      | 1       |
| Korona Kielce      | 2017/18 (w)        | Ekstraklasa        | 7     | 0      | 0               | 0               | 0     | 0      | 7       | 0       |
| Korona Kielce      | 2018/19            | Ekstraklasa        | 16    | 0      | 1               | 0               | 0     | 0      | 17      | 0       |
| Korona Kielce      | 2019/20            | Ekstraklasa        | 0     | 0      | 0               | 0               | 1     | 0      | 1       | 0       |
| Korona Kielce      | Ogólnie            | Ogólnie            | 23    | 0      | 1               | 0               | 1     | 0      | 24      | 0       |
| Piast Gliwice      | 2019/20            | Ekstraklasa        | 11    | 0      | 1               | 0               | 0     | 0      | 12      | 0       |
| Piast Gliwice      | 2020/21            | Ekstraklasa        | 14    | 2      | 2               | 0               | 1     | 0      | 17      | 2       |
| Piast Gliwice      | Ogólnie            | Ogólnie            | 25    | 2      | 3               | 0               | 1     | 0      | 29      | 2       |
| Korona Kielce      | 2021/22            | I liga             | 28    | 1      | 1               | 1               | 2     | 0      | 31      | 2       |
| Korona Kielce      | 2022/23            | Ekstraklasa        | 4     | 1      | 1               | 0               | 1     | 0      | 6       | 1       |
| Ogólnie w karierze | Ogólnie w karierze | Ogólnie w karierze | 246   | 13     | 16              | 1               | 5     | 0      | 266     | 14      |